# Malolo (Lindi)
Malolo è una circoscrizione rurale (rural ward) della Tanzania situata nel distretto di Ruangwa, regione di Lindi. Conta una popolazione di 7 405 abitanti (censimento 2012).